# Sweyn III di Danimarca
Sven III Grathe (1125 – Viborg, 23 ottobre 1157) fu re di Danimarca tra il 1146 e il 1157. Regnò come co-reggente con Canuto V di Danimarca dal 1152 e il 1154 e nuovamente nel 1157.

## Biografia
Era figlio illegittimo di Erik II Emune e di un'amante. Dopo l'abdicazione di Eric III nel 1146 Sweyn fu eletto re di Zelanda ma per diversi anni dovette lottare contro il suo rivale Canuto V che regnava nello Jutland. Un intervento militare di Federico Barbarossa, che intorno al 1142 l'aveva conosciuto alla corte di re Corrado III di Svevia, nel 1152 impose Sweyn "primo Re" con Canuto come co-regnante ma la posizione di Sweyn fu minata dai suoi presunti atteggiamenti tirannici e il suo comportamento pro-germano. Nel 1154 fu spodestato da un'alleanza tra Canuto e Valdemaro I, che era stato fino a quel momento uno dei suoi sostenitori. Dopo alcuni anni in esilio, nel 1157 Sweyn riuscì con l'aiuto militare germano ad arrivare a una tripartizione forzata del Regno, proclamandosi governatore della Scania.
Si dice che nel corso di un banchetto (il cosiddetto Banchetto di sangue a Roskilde) nel 1157 avesse cercato di eliminare i suoi due co-governatori. Canuto rimase ucciso, Valdemaro fu gravemente ferito ma riuscì a fuggire nello Jutland. Valdemaro non accettò la sconfitta e radunò un esercito con l'appoggio dei cosiddetti figli di Skjalm, e il 23 ottobre Sweyn venne sconfitto a Grathe Heath (da cui il suo soprannome) e ucciso durante la fuga.

## Famiglia e figli
Sposò nel 1152 Adela di Meißen (Adélaide di Wettin) († 1181), figlia di Corrado il Grande di Meißen, margravio di Meißen e di Lusazia, ed Adela/Ida (Luitgard) di Ravenstein, ed ebbero i seguenti figli:
- un figlio senza nome, forse chiamato Eric; morì presto verso il 1153/1157;
- Luitgarda (Luitgard/Luccardis); sposò verso il 1180 Bertoldo I di Andechs, margravio d'Istria, da cui si separò poco dopo;
- Gunilde/Elena (Gunhildkorset/Helena), proprietaria dell'omonima Croce.

In seguito alla morte di Sweyn, Adela sposò in seconde nozze il conte Adalberto di Ballenstedt († 1171).